# Petar Ratkov
Petar Ratkov (serb. Петар Ратков; ur. 18 sierpnia 2003 w Belgradzie) – serbski piłkarz pochodzenia bułgarskiego i chorwackiego grający na pozycji napastnika w austriackim klubie Red Bull Salzburg oraz reprezentacji Serbii. Uczestnik Mistrzostw Europy 2024.